# 索伊特斯湖

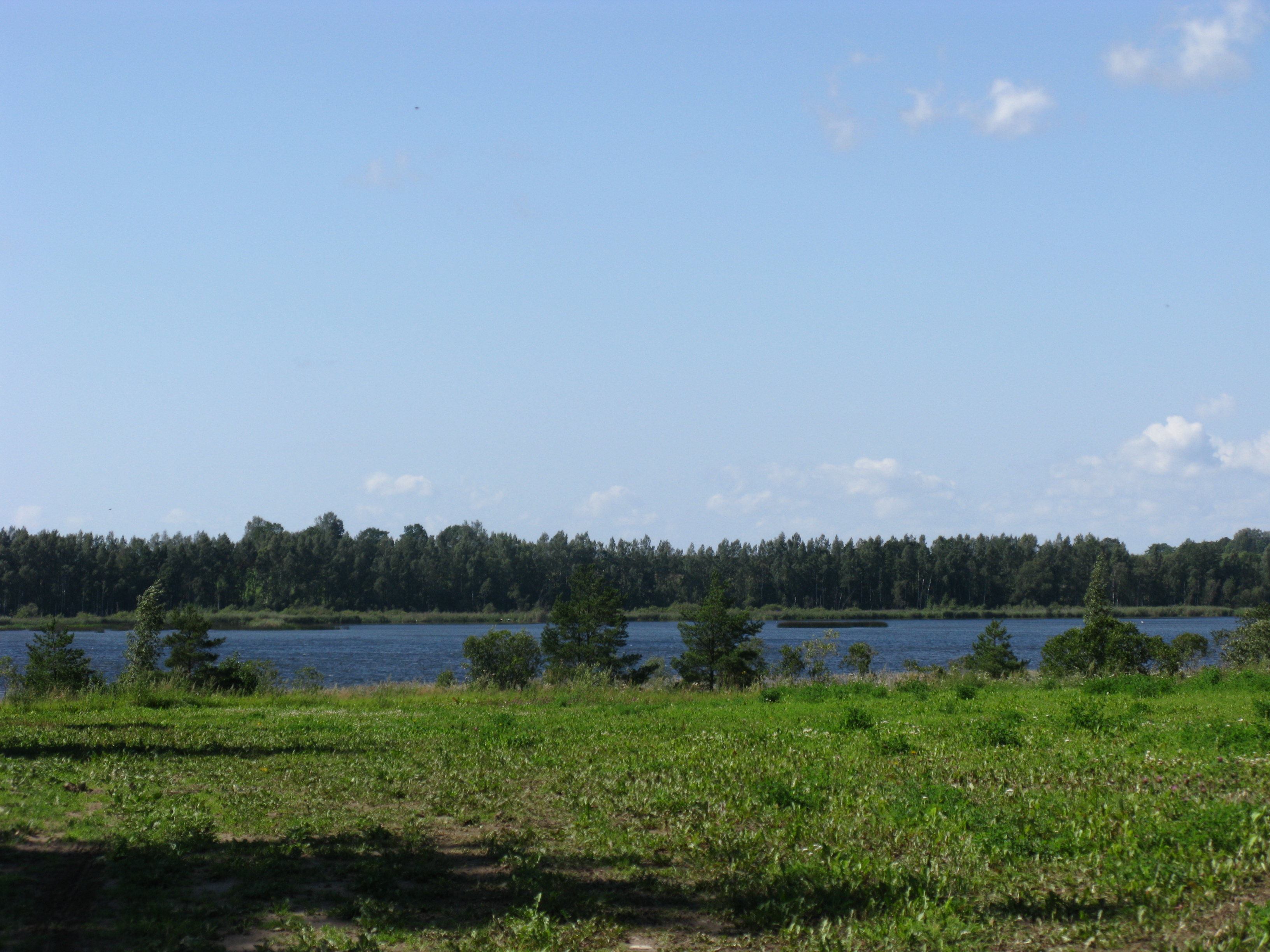

索伊特斯湖，是愛沙尼亞的湖泊，位於該國東南部，由塔爾圖縣負責管轄，長4.1公里、寬1公里，面積1.6平方公里，海拔高度53米，平均水深1.2米，最大水深8米。